# Urška Bravec
Urška Bravec (14 december 1996) is een Sloveens wielrenster.
Bravec reed sinds 2018 bij de Sloveense wielerploeg BTC City Ljubljana en stapte in 2020 samen met de sponsor en enkele rensters over naar Alé BTC Ljubljana.

## Erelijst
2020
 Sloveens kampioene tijdrijden
Bastianelli · Boogaard · Bravec · Bujak · Chursina · García · Guderzo · Maneephan · Pintar · Trevisi · Yonamine · Žigart